# Attica (Indiana)
Attica – miasto w Stanach Zjednoczonych, w stanie Indiana, w hrabstwie Fountain.